# أيام الذكرى
أيام الذكرى هو كتاب يحتوي على ترجمات إنجليزية معتمدة لكتابات بهاءالله، مؤسس الدين البهائي المتعلقة بتسعة أيام بهائية مقدسة، وهي النوروز، الرضوان، إعلان الباب، صعود بهاءالله، استشهاد الباب، ميلاد الباب وبهاءالله. نُشر الكتاب لأول مرة من قبل المركز البهائي العالمي في يناير 2017.
تتضمن المجموعة 45 دعاءً ولوحًا، مع تكرار الآيات أحيانًا، ومن بينها النصوص الموضحة أدناه.

## رضوان
ويشغل ما يقرب من نصف المجلد (96 صفحة) 20 لوحًا متعلقًا برديفان، بما في ذلك:
- حور العجب ( لوح العذراء العجيبة؛ 1856–63)[1]
- لوح عاشق ومعشوق
- سورة القلم (حوالي 1865)

## إعلان الباب
- لوح الناقوس ( لوح الجرس؛ 1863)[2]
- لوح غلام الخلد ( لوح الشباب الخالد; 1856–63)[1]

## صعود بهاءالله
- سُورِيَّ الغُسْن ( لوح الفرع ؛ 1863-1868)[2]
- لوح الرسول ( قرص لرسول)
- لوح مريم ( لوح لمريم)
- كتاب العهد ( 1879-1891)
- لوح الزيارة

## ميلاد بهاءالله
- لوح المولد

## استشهاد الباب
ومن بين المقتطفات التالية ضُمنت:
- سوري نوش (سيرة المشورة ; 1857–63)
- سور الملوك سور الملوك ؛ 1867-1868)
- لوح سلمان الأول ( لوح إلى سلمان الأول ؛ 1864)
- سورة الذكر
- سوري الأحزان (سورة الأحزان ; 1867–68)

## فهرس
- Baháʼu'lláh (2017). Days of Remembrance. Haifa, Israel: Baháʼí World Centre. ISBN:978-0-87743-380-4. مؤرشف من الأصل في 2025-02-20.

## روابط خارجية
- إصدارات Epub وMobi للقارئات الإلكترونية